# Chimalhuacán
Chimalhuacán é um município do estado do México, no México.